# Prager Eisenindustrie-Gesellschaft
Die Prager Eisenindustrie-Gesellschaft mit Hauptwerk in Kladno war eines der größten Montanunternehmen der Donaumonarchie und um 1900 die Machtbasis des Großindustriellen Karl Wittgenstein.

## Geschichte

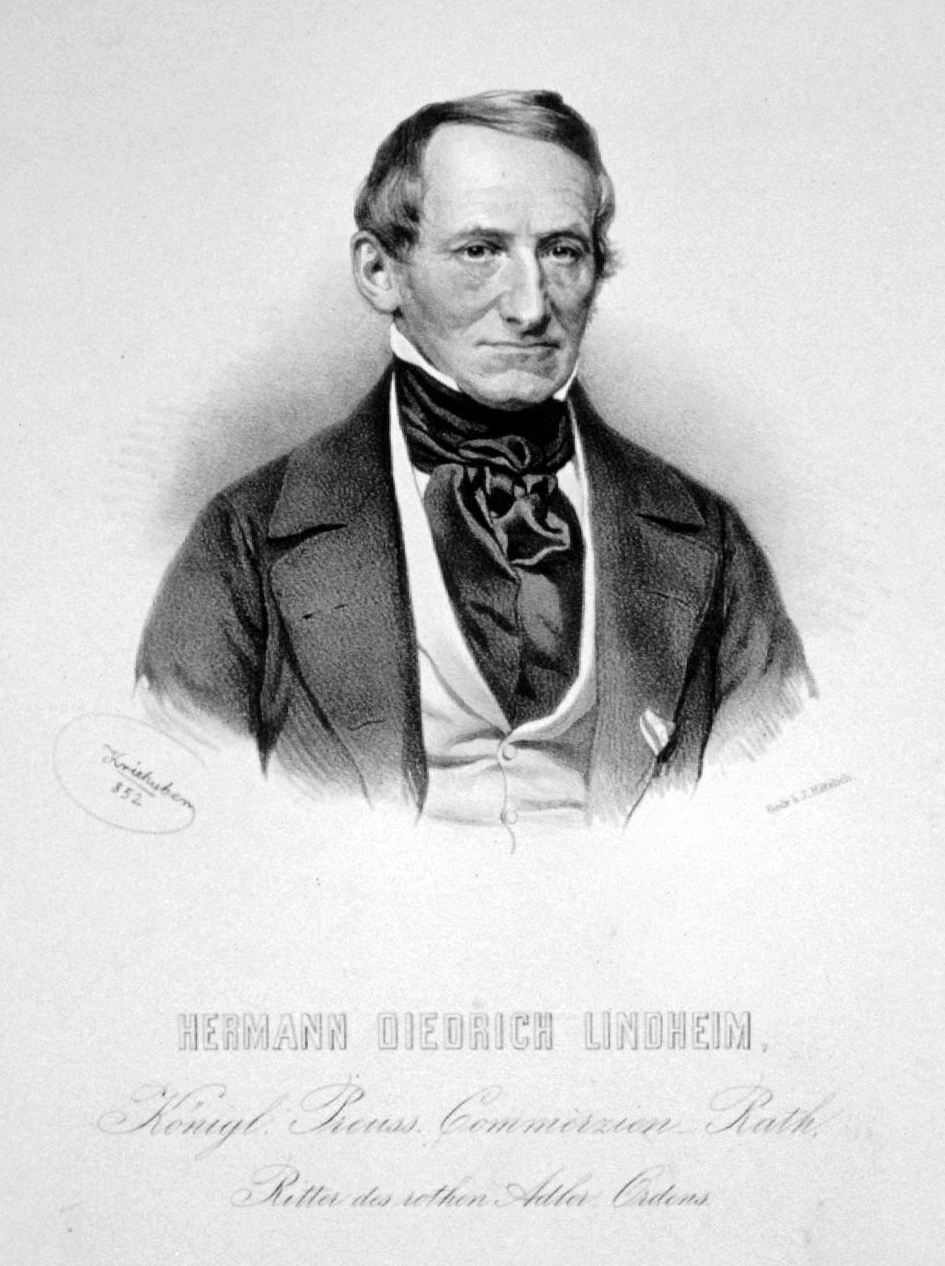
Hermann Dietrich Lindheim, 1852; Gründer der Prager Eisenindustrie-Gesellschaft

Adalbert Lanna und die Gebrüder Klein legten im Jahre 1854 mit der Errichtung der Adalberthütte auch die zweite Säule der Montanindustrie von Kladno, das Eisenhüttenwesen, und im Jahre 1857 gründeten sie die Prager Eisenindustrie-Gesellschaft.
Wittgenstein fungierte 1885–1898 als Zentraldirektor des Unternehmens. 1886 brachte er die Teplitzer Walzwerke im Austausch für Aktien in die Prager Eisenindustriegesellschaft ein und begründete damit das erste österreichische Eisenkartell. 1889 gründete er in Kladno die Poldihütte, benannt nach seiner Frau Leopoldine. Ein zweites Hauptwerk der Prager Eisenindustrie-Gesellschaft befand sich in Königshof.
Das Unternehmen zählte für kurze Zeit zum Einflussbereich der Creditanstalt, Karl Wittgenstein entschied sich dann aber für die Niederösterreichische Escompte-Gesellschaft als Hausbank. Das Unternehmen erhielt umfangreiche Rüstungsaufträge für das österreich-ungarische Heer während des Ersten Weltkriegs. Im Zweiten Weltkrieg war es Teil der Reichswerke Hermann Göring.
Die Prager Eisenindustrie-Gesellschaft betrieb sowohl bei Kladno als auch bei Pilsen eigene Montanbahnen (Kladno-Nučicer Bahn, Wilkischner Montanbahn, Sulkover Montanbahn).